# Mária Magdolna (film, 2005)
Mária Magdolna (Mary) Abel Ferrara 2005-ben  bemutatott film-drámája. A forgatókönyvet Abel Ferrara, Simone Lageoles, Mario Isabella és Scott Pardo írták. A filmben Tony Childress filmet forgat Mária Magdolna életéről. A film befejeztével Marie Palesi, aki Magdolnát játszotta nem bírja ki, hogy vége lett a forgatásnak és ezért Jeruzsálem felé veszi az irányt, hogy folytathassa szerepében megkezdett spirituális útját. Marie Palesi szerepében Juliette Binoche, Tony a filmrendezőt Matthew Modine játssza és Ted Younger televíziós sztár és újságírót pedig Forest Whitaker. A film a IFC Films és a francia Pan Europeene megbízásából készült, a magyar szinkront a Syncton Stúdió készítette 2006-ban.

## Szereplők
| Szereplő                    | Színész          | Magyar hang     |
| --------------------------- | ---------------- | --------------- |
| Marie Palesi/Mária Magdolna | Juliette Binoche | Tóth Ildikó     |
| Ted Younger                 | Forest Whitaker  | Gesztesi Károly |
| Tony Childress/Jézus        | Matthew Modine   | Rába Roland     |
| Elizabeth Younger           | Heather Graham   | Huszárik Kata   |
| Gretchen Mol                | Marion Cotillard | Orosz Helga     |
| Brenda Sax                  | Stefania Rocca   |                 |
| Önmaga                      | Jean-Yves Leloup | nem szólal meg  |
| Önmaga                      | Ivan Nicoletto   | Katona Zoltán   |
| Önmaga                      | Amos Luzzatto    | Szokolay Ottó   |

## Díjak és jelölések
- Velencei Filmfesztivál (2005)
  - díj: Zsűri különd-íja (Abel Ferrara)
  - jelölés: Arany Oroszlán díj  (Abel Ferrara)